# III. třída okresu Vyškov
III. třída okresu Vyškov (okresní soutěž III. třídy) patří společně s ostatními třetími třídami mezi deváté nejvyšší fotbalové soutěže v Česku. Je řízena Okresním fotbalovým svazem Vyškov. Hraje se každý rok od léta do jara se zimní přestávkou. Účastní se ji 14 týmů z okresu okresu Vyškov, každý s každým hraje jednou na domácím hřišti a jednou na hřišti soupeře. Celkem se tedy hraje 26 kol. Vítězem se stává tým s nejvyšším počtem bodů v tabulce a postupuje do II. třídy okresu Vyškov. Poslední dva týmy sestupují do IV. třídy. Do III. třídy vždy postupuje vítězný a druhý tým z IV. třídy.

## Vítězové

### III. třída okresu Vyškov skupina A
| Ročník    | Vítězný tým                           |
| --------- | ------------------------------------- |
| 2003/2004 | FK Pačlavice                          |
| 2004/2005 | TJ Hoštice-Heroltice                  |
| 2005/2006 | FK Pustiměř                           |
| 2006/2007 | TJ Lysovice                           |
| 2007/2008 | Sokol Švábenice                       |
| 2008/2009 | FKD                                   |
| 2009/2010 | TJ Radslavice                         |
| 2010/2011 | FKD „B“                               |
| 2011/2012 | MFK Vyškov „B“                        |
| 2012/2013 | TJ Komořany                           |
| 2013/2014 | FKD „B“                               |
| 2014/2015 | FKD „B“                               |
| 2015/2016 | FKD „B“                               |
| 2016/2017 | FKD „B“                               |
| 2017/2018 | TJ Slovan Ivanovice na Hané           |
| 2018/2019 | TJ Komořany                           |
| 2019/2020 | FKD „B“ (neúplný ročník)              |
| 2020/2021 | TJ Hoštice-Heroltice (neúplný ročník) |
| 2021/2022 | TJ Hoštice-Heroltice                  |
| 2022/2023 | TJ Lysovice                           |
| 2023/2024 | TJ Komořany                           |

### III. třída okresu Vyškov skupina B
| Ročník    | Vítězný tým                    |
| --------- | ------------------------------ |
| 2003/2004 | TJ Spartak Slavíkovice         |
| 2004/2005 | TJ Sokol Lovčičky              |
| 2005/2006 | TJ Sokol Kobeřice              |
| 2006/2007 | TJ Letonice „B“                |
| 2007/2008 | SK Bošovice                    |
| 2008/2009 | TJ Velešovice                  |
| 2009/2010 | TJ Mouřínov                    |
| 2010/2011 | TJ Mouřínov                    |
| 2011/2012 | TJ Sokol Kobeřice              |
| 2012/2013 | TJ Sokol Hodějice              |
| 2013/2014 | FK Křižanovice                 |
| 2014/2015 | TJ Sokol Hodějice              |
| 2015/2016 | TJ Nesovice                    |
| 2016/2017 | TJ Vážany nad Litavou          |
| 2017/2018 | TJ Velešovice                  |
| 2018/2019 | TJ Němčany                     |
| 2019/2020 | TJ Nesovice (neúplný ročník)   |
| 2020/2021 | TJ Vícemilice (neúplný ročník) |
| 2021/2022 | TJ Vícemilice                  |
| 2022/2023 | TJ Spartak Slavíkovice         |
| 2023/2024 | TJ Heršpice                    |